# Futsal Awards de 2019
O Futsal Awards de 2019 foi a 20ª edição do Futsal Awards, a principal premiação de futsal do mundo, outorgada pela Federação Internacional de Futebol (FIFA) e realizada pelo site Futsal Planet. Os resultados foram anunciados no dia 26 de março de 2020.

## Premiações
As seguintes categorias foram disputadas:

### Melhor jogador do mundo
| Pos. | Jogador                 | Pontos |
| ---- | ----------------------- | ------ |
| 1    | Ferrão                  | 958    |
| 2    | Adolfo Fernández Díaz   | 636    |
| 3    | Babalu                  | 360    |
| 4    | Leandro Lino            | 315    |
| 5    | Artem Antoshkin         | 302    |
| 6    | Taynan da Silva         | 301    |
| 7    | Damián Stazzone Alvarez | 253    |
| 8    | Mahdi Javid             | 232    |
| 9    | Di Maria                | 207    |
| 10   | Tomoki Yoshikawa        | 96     |

### Melhor goleiro do mundo
| Pos. | Jogador                     | Pontos |
| ---- | --------------------------- | ------ |
| 1    | Leo Higuita                 | 693    |
| 2    | Juanjo                      | 673    |
| 3    | Guitta                      | 655    |
| 4    | Miodrag Aksentijevic        | 366    |
| 5    | Carlos Barrón Redondo       | 312    |
| 6    | Stefano Mammarella          | 295    |
| 7    | Lucas Hernan Farach         | 238    |
| 8    | Sepehr Mohammadi Kamalabadi | 183    |
| 9    | Djony Mendes                | 171    |
| 10   | Yushi Sekiguchi             | 74     |

### Melhor treinador de seleção nacional do mundo
| Pos. | Jogador                      | Pontos |
| ---- | ---------------------------- | ------ |
| 1    | Jorge Gomes Braz             | 766    |
| 2    | Marquinhos Xavier            | 565    |
| 3    | Sergey Skorovich             | 408    |
| 4    | Pulpis                       | 403    |
| 5    | Federico Vidal Montaldo      | 340    |
| 6    | Albert Canillas Alavés       | 327    |
| 7    | Clàudia Pons Xandri          | 276    |
| 8    | Seyed Mohammad Nazemasharieh | 250    |
| 9    | Wilson Nóbrega Sabóia        | 155    |
| 10   | Ryuji Suzuki                 | 140    |

### Melhor treinador de clubes do mundo
| Pos. | Jogador                       | Pontos |
| ---- | ----------------------------- | ------ |
| 1    | Andreu Plaza Alvarez          | 689    |
| 2    | Nuno Dias                     | 602    |
| 3    | Kaká                          | 492    |
| 4    | Joel Tiago Gonçalves Rocha    | 389    |
| 5    | Igor Putilov                  | 333    |
| 6    | Juan Francisco Fuentes Zamora | 323    |
| 7    | Ricardinho                    | 238    |
| 8    | Cleverson Teixeira de Santana | 214    |
| 9    | Sérgio Lacerda                | 195    |
| 10   | Cristiane de Souza            | 170    |

### Melhor seleção nacional do mundo
| Pos. | Jogador          | Pontos |
| ---- | ---------------- | ------ |
| 1    | Brasil           | 819    |
| 2    | Portugal         | 651    |
| 3    | Espanha          | 649    |
| 4    | Rússia           | 307    |
| 5    | Espanha Feminino | 276    |
| 6    | Irã              | 267    |
| 7    | Espanha Sub-19   | 252    |
| 8    | Brasil Feminino  | 239    |
| 9    | Japão Sub-20     | 133    |
| 10   | Tailândia        | 67     |

### Melhor clube do mundo
| Pos. | Jogador                                    | Pontos |
| ---- | ------------------------------------------ | ------ |
| 1    | Barcelona                                  | 918    |
| 2    | Sporting                                   | 773    |
| 3    | Carlos Barbosa                             | 429    |
| 4    | Magnus                                     | 427    |
| 5    | Pato Futsal                                | 301    |
| 6    | MFK Tyumen                                 | 293    |
| 7    | Nagoya Oceans                              | 183    |
| 8    | Futsal Feminino Taboão da Serra (feminino) | 123    |
| 9    | San Lorenzo                                | 112    |
| 10   | Cianorte Futsal (feminino)                 | 101    |

### Melhor jogador jovem do mundo
| Pos. | Jogador                          | Pontos |
| ---- | -------------------------------- | ------ |
| 1    | Leozinho                         | 580    |
| 2    | Antonio Pérez Ortega             | 559    |
| 3    | Matheus Rodrigues Cézar da Silva | 428    |
| 4    | Artem Niyazov                    | 420    |
| 5    | Pirata                           | 352    |
| 6    | Josip Jurlina                    | 342    |
| 7    | Hugo Miguel Neves Silva          | 336    |
| 8    | Salar Aghapour                   | 265    |
| 9    | Kazuya Shimizu                   | 231    |
| 10   | Muhammad Osamanmusa              | 147    |

### Melhor árbitro do mundo
| Pos. | Jogador                             | Pontos |
| ---- | ----------------------------------- | ------ |
| 1    | Juan José Cordero Gallardo          | 805    |
| 2    | Nikola Jelic                        | 777    |
| 3    | Chiara Perona                       | 534    |
| 4    | Irina Velikanova                    | 439    |
| 5    | Dario Javier Santamaria             | 363    |
| 6    | Gelareh Nazemi Deylami              | 263    |
| 7    | Hiroyuki Kobayashi                  | 241    |
| 8    | Mohamed Hassan Hassan Ahmed Youssef | 91     |
| 9    | Antony Riley                        | 64     |
| 10   | Lance Vanhaitsma                    | 58     |

### Melhor jogadora de futsal do mundo
| Pos. | Jogador        | Pontos |
| ---- | -------------- | ------ |
| 1    | Amandinha      | 789    |
| 2    | Anita          | 623    |
| 3    | Fifó           | 575    |
| 4    | Peque          | 392    |
| 5    | Renatinha      | 355    |
| 6    | Sara Shirbeigi | 227    |
| 7    | Luana          | 217    |
| 8    | Miúda          | 206    |
| 9    | Mika Eguchi    | 163    |
| 10   | Pao            | 58     |

### Melhor goleira de futsal do mundo
| Pos. | Jogador                      | Pontos |
| ---- | ---------------------------- | ------ |
| 1    | Silvia Aguete Outón          | 719    |
| 2    | Ana Catarina Silva Pereira   | 664    |
| 3    | Ana Carolina Caliari Sestari | 452    |
| 4    | Marta Balbuena               | 424    |
| 5    | Anastasia Ivanova            | 395    |
| 6    | Flavi                        | 334    |
| 7    | Farzaneh Tavasoli Sis        | 272    |
| 8    | Júlia Inês Melz              | 179    |
| 9    | Ayaka Yamamoto               | 133    |
| 10   | Chofy                        | 88     |